# Montrose (Dakota Południowa)
Montrose – miasto w Stanach Zjednoczonych, w stanie Dakota Południowa, w hrabstwie McCook.